# Eucosma saussureana
Eucosma saussureana là một loài bướm đêm thuộc họ Tortricidae. Nó là loài đặc hữu của Fennoscandia.
Sải cánh dài 18–20 mm. Con trưởng thành bay từ tháng 6 đến tháng 7.
Ấu trùng ăn Saussurea alpina.